# Характеріограф
Характеріограф - прилад, призначений для дослідження характеристик радіоелементів (напр., амплітудно-частотних, фазо-частотних, вольт-амперних).
Як і у старіших моделях осцилографів, у старіших моделях характеріографів функцію екрана виконує електронно-променева трубка. У характеріографів для дослідження АЧХ чотирьохполюсників генератор пилкоподібної напруги крім здійснення горизонтальної розгортки заодно й керує частотним модулятором, сигнал з якого і подають на досліджуваний чотирьохполюсник.